# Universidad Dr. José Matías Delgado
La Universidad Dr. José Matías Delgado (UJMD), es una universidad privada ubicada en La Libertad, El Salvador. Fundada el 15 de septiembre de 1977, es una de las primeras instituciones privadas de educación superior establecidas en el país.

## Historia

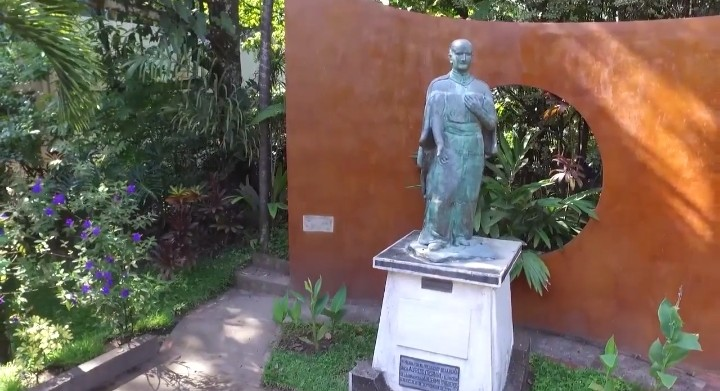
Estatua de José Matías Delgado en la universidad que lleva el mismo nombre

Nombrada en honor del sacerdote, abogado, político y héroe nacional José Matías Delgado, La Matías fue concebida como una organización sin fines de lucro por intelectuales, académicos y empresarios salvadoreños, con el objetivo de formar profesionales que tuviesen la capacidad de mejorar y dirigir el ámbito empresarial y judicial de la época. Desde su fundación en 1977, la característica de la Universidad corresponde a la de una institución que defiende y desarrolla los principios fundamentales de la libre empresa.
Para 1978 la Universidad inició sus actividades académicas con tres facultades: La Facultad de Jurisprudencia y Ciencias Sociales "Dr. Isidro Menéndez", la Facultad de Cultura General y Bellas Artes "Francisco Gavidia" y la Facultad de Economía, Empresa y Negocios "Dr. Santiago I. Barberena". Para el periodo del conflicto armado en El Salvador en la década de los 80, la Universidad continuó con sus actividades regulares a pesar de las adversas circunstancias del momento, ocasionando así un considerable incremento en la demanda de educación superior, creándose con el paso del tiempo nuevas facultades y carreras. Ubicadas de manera descentralizada dichas facultades durante sus primeros años en San Salvador, en 1986 fueron unificadas geográficamente en una misma zona (el actual campus, ubicado en el municipio de Antiguo Cuscatlán). Para 1992 las facultades de Agricultura e Ingeniería fueron creadas, y luego en 1993 se creó la facultad de Ciencias de la Salud. Entre los años de 2004 y 2005 se abrió un nuevo campus en la misma localidad, transfiriéndose las facultades de Jurisprudencia y Economía mencionadas anteriormente.
Actualmente, La Matías tiene la reputación de promover calidad educativa sin menospreciar los principios de ética profesional, expresados en su lema Omnia Cum Honore (Todo con Honor). Asimismo ofrece 27 programas de pregrado, 11 programas de posgrado y una gran variedad de diplomas y cursos de educación continua, impartidos por más de 600 catedráticos. Desde su fundación hasta 2018, la Universidad fue administrada por el reconocido escritor, dramaturgo y doctor en ciencias jurídicas David Escobar Galindo.

## Campus
La Universidad cuenta actualmente con dos campus (hasta el 2020 eran 3 campus), consistiendo de las siguientes facultades y escuelas:

### Campus 1
- Facultad de Ciencias y Artes "Francisco Gavidia"
  - Escuela de Arquitectura
  - Escuela de Diseño "Rosemarie Vázquez de Ángel"
  - Escuela de Comunicaciones
  - Escuela de Psicología
  - Escuela de Bellas Artes
- Facultad de Ciencias de la Salud "Dr. Luis Edmundo Vásquez"
- Facultad de Agricultura e Investigación Agrícola "Julia Hill de O'Sullivan"
- Facultad de Ingeniería
- Facultad de Posgrados y Educación Continua

### Campus 2
- Facultad de Jurisprudencia y Ciencias Sociales
- Facultad de Economía, Empresa y Negocios

La Universidad cuenta con bibliotecas en cada campus,  las cuales poseen una gran cantidad de recursos impresos y digitales, incluyendo materiales bibliográficos que datan desde finales del siglo XIX. Adicionalmente, se cuentan con talleres para prácticas técnicas y artesanales, canchas deportivas, centros de cómputo, clínicas médicas y de asistencia psicológica y laboratorios para prácticas de química, física, medicina e investigación agrícola, entre otros.

## Academia

### Programas de pregrado
La Universidad Dr. José Matías Delgado permite a sus estudiantes a calificar para las siguientes áreas:
| - Medicina - Enfermería - Ingeniería Agroindustrial - Ingeniería en Agrobiotecnología - Ingeniería en Gestión Ambiental - Ingeniería en Alimentos - Ingeniería Industrial - Ingeniería en Logística y Distribución - Ingeniería en Electrónica y Comunicaciones - Arquitectura - Arquitectura de Interiores - Diseño Gráfico - Diseño de Producto Artesanal | - Ciencias de la Comunicación - Psicología - Artes Dramáticas - Música - Ciencias Jurídicas - Relaciones Internacionales - Administración de Empresas - Economía Empresarial - Finanzas Empresariales - Contaduría Pública - Tecnologías de la Información - Mercadotecnia - Turismo |

### Programas de posgrado
Los estudios de posgrado en la Universidad Dr. José Matías Delgado consisten en las siguientes áreas:
| - Derecho Constitucional - Derecho Administrativo - Administración de Empresas - Finanzas Empresariales - Negocios Internacionales - Gerencia de Proyectos - Dirección Estratégica de Derechos Humanos - Comunicación Organizacional - Psicología Clínica - Gerencia Pública y Social | - Derecho Privado |

## Vida universitaria
La Matías ofrece la posibilidad de que los estudiantes se integren en distintas actividades extracurriculares como: grupos de teatro, coros musicales, voluntariado para obras sociales; y deportes: como ajedrez, fútbol, atletismo, natación, básquetbol, voleibol y taekwondo, entre otros. También provee educación de lenguas extranjeras como inglés (cuyo dominio es un requisito de graduación), francés, italiano y portugués.

## Distinciones
La institución a lo largo de su historia ha reconocido el trabajo de personas sobresalientes en el servicio a la comunidad salvadoreña, siendo estos:
| - Guillermo Trigueros - Luis Escalante Arce - Alfonso Rochac - Jorge Lardé y Larín - Mercedes de Altamirano - Didine Poma de Rossotto - María de Boet - Cecilia Gallardo de Cano - Armando Calderón Sol - Felicidad Salazar-Simpson - Carlos Quintanilla Schmidt - Francisco Calleja | - Adolfo Oscar Miranda - Manuel Arrieta Gallegos - Julia Díaz |